# 南クマネシリ岳
南クマネシリ岳（みなみクマネシリだけ）は、北海道の足寄郡足寄町にある標高1,560.1mの山である。山頂には三等三角点「美里別」が設置されている。

## 概要
石狩山地の東大雪を構成する一峰である。ピリベツ岳(1,602 m)、クマネシリ岳(1,585.9 m)、西クマネシリ岳(1,635 m)と併せてクマネシリ山塊と呼ばれており、かつて東西蝦夷山川地理取調図や北海道実測切図にはこれらの山をまとめてクマネシリとして表記されていた。山頂にある細長い岩が特徴的で南クマネシリ岳のシンボルのような存在となっている。
山名の「クマネシリ」とはアイヌ語で「物干し棒のような山」という意味があり、「物干し棒」とは現在のクマネシリ岳の南東側に伸びる「ギアナ高地」と呼ばれる台地を指すとされ、クマネシリ岳の南側にあることからついたとされる。

## 登山
南クマネシリ岳へはクマネシリ川沿いの糠南支線林道を進むと登山口に到着し、ロープ場などがある険しい登山道を経て山頂へ至る。上士幌町側からの登山道はない。